# Дюпласс, Марк
Марк Дэвид Дюпласс (англ. Mark David Duplass; 7 декабря 1976, Новый Орлеан, США) — американский кинорежиссёр, писатель, актёр и музыкант. Вместе с братом Джеем Дюплассом основал в 1996 году продюсерскую компании Duplass Brothers Productions. Марк — режиссёр и сценарист фильмов «Пухлое кресло» (2005), «Пакетоголовый» (2008), «Сайрус» (2010), Джефф, живущий дома (2011) и «До-дека-пятиборье» (2012). Дюпласс является соавтором и сопродюсером телевизионного сериала «Комната 104». Сериал транслировался на платформе HBO и был продлен до четырёх сезонов. В качестве актёра Дюпласс был занят в таких картинах как «Талли» (англ. Tully, 2018) режиссёра Джейсона Райтмана. За роль в популярном телесериале «Утреннее шоу» (2019) Марк Дюпласс был номинирован на премию «Эмми» за лучшую мужскую роль второго плана.

## Биография
Марк Дюпласс родился в Новом Орлеане, штат Луизиана, США в семье Синтии Эрнст и Лоуренса Дюпласса. Семья его была католической, ребёнком Джей посещал иезуитскую среднюю школу, Техасский университет в Остине (англ. University of Texas at Austin) и Городской колледж Нью-Йорка (англ. City College of the City University of New York).
Марк Дюпласс в соавторстве с братом Джеем Дюплассом написал, снял и спродюсировал несколько художественных фильмов. Одной из наиболее ранних и заметных работ братьев стал фильм «Мягкое кресло» (англ. The Puffy Chair 2005), Марк Дюпласс ещё и сыграл в фильме одного из главных героев.В 2014 году Марк вместе с Патриком Брайсом стал автором и продюсером фильма ужасов «Ублюдок» (англ. Creep), также Марк появился в фильме в одной из главных ролей, сыграв Джозефа. «Ублюдок 2» (англ. Creep 2) был выпущен в октябре 2017 года. Марк Дюпласс снова стал соавтором сценария фильма и снялся в главной роли. В 2018 году Марк Дюпласс снялся в фильме «Талли» (англ. Tully) режиссёра Джейсона Райтмана, снятый по сценарию Диабло Коди. Партнерами Марка Дюпласса в кадре стали такие звезды кино как Шарлиз Терон и Маккензи Дэвис. В 2018 году в свет выходит книга Марк и Джея Дюпласс «Как братья» (англ. Like Brothers).
В 2019 году Марк Дюпласс сыграл одну из главных ролей в комедийно-драматическом фильме режиссера Алекса Леманна «Паддлтон». Он также является соавтором сценария и исполнительным продюсером этой картины.

## Личная жизнь
Марк Дюпласс женат на коллеге по цеху, актрисе, кинопродюсере, сценаристе, Кэти Аселтон. Пара воспитывает двух дочерей, родившихся в 2007 и 2012 годах.

## Избранная фильмография
| Год  | Название на русском           | Оригинальное название   | Роль            | Примечания          |
| ---- | ----------------------------- | ----------------------- | --------------- | ------------------- |
| 2010 | Сайрус                        | Cyrus                   | n/a             | режиссер            |
| 2010 | Гринберг                      | Greenberg               | Эрик Беллер     |                     |
| 2011 | Джефф, живущий дома           | Jeff, Who Lives at Home | n/a             | режиссер            |
| 2012 | Безопасность не гарантируется | Safety Not Guaranteed   | Кеннет          |                     |
| 2012 | Люди как мы                   | People Like Us          | Тед             |                     |
| 2012 | Цель номер один               | Zero Dark Thirty        | Стив            |                     |
| 2013 | Парклэнд                      | Parkland                | Кеннет О'Доннел |                     |
| 2014 | Тэмми                         | Tammy                   | Бобби           |                     |
| 2014 | Ублюдок                       | Creep                   | Джозеф          | сценарист, продюсер |
| 2014 | Возлюбленные                  | The One I Love          | Итан            |                     |
| 2015 | Эффект Лазаря                 | The Lazarus Effect      | Фрэнк           |                     |
| 2018 | Талли                         | Tully                   | Крэйг           |                     |
| 2019 | Паддлтон                      | Paddleton               | Майкл Томпсон   | сценарист, продюсер |
| 2019 | Скандал                       | Bombshell               | Дуглас Брант    |                     |
| 2022 | Биосфера                      | Biosphere               | Билли           | сценарист           |
| 2024 | Ублюдские хроники             | The Creep Tapes         | Джозеф          | сценарист, продюсер |